# Johnny Sheffield
Johnny Sheffield (Pasadena, 11 aprile 1931 – Chula Vista, 15 ottobre 2010) è stato un attore statunitense.
Figlio dell'attore Reginald Sheffield, è principalmente noto come attore bambino per aver interpretato il personaggio di "Piccolo" ("Boy"), figlio adottivo di Tarzan, in otto pellicole tra il 1939 e il 1947 (quindi dagli otto ai sedici anni di età), nella serie di film con Johnny Weissmuller.

## Biografia
Johnny Sheffield nasce in California nel 1931. Figlio d'arte, fu avviato alla recitazione dal padre, Reginald Sheffield, il quale sotto il nome di Eric Desmond era stato anch'egli un celebre attore bambino in teatro e al cinema e quindi rispettato attore di Hollywood. Anche Johnny si distinse subito in teatro, a soli 7 anni nel 1938, nel dramma On Borrowed Time, in cui interpretò il complesso ruolo di Pud, prima a Los Angeles e quindi a Broadway. Dopo l'esordio lo stesso anno al cinema come il figlio di Napoleone in un cortometraggio storico della MGM, Johnny Sheffield venne selezionato fra una rosa di trecento candidati per il ruolo di "Piccolo" ("Boy"), il figlio adottivo di Tarzan nel film Il figlio di Tarzan (1939), accanto a Johnny Weissmuller e Maureen O'Sullivan. In tale ruolo, Sheffield riscosse un enorme successo, stabilendo con Johnny Weissmuller un ottimo rapporto sia sulla scena che nella vita, tanto da divenire da allora un protagonista fisso della serie in ben 8 film.
La carriera di Sheffield come attore bambino non fu comunque limitata al ruolo ricorrente di "Piccolo" nelle pellicole incentrate sull'uomo della giungla. Nel 1939 apparve nel musical Ragazzi attori, al fianco di Mickey Rooney e Judy Garland, e nel 1940 fu il protagonista in Little Orvie. Ebbe l'occasione di recitare in altri ruoli di rilievo in importanti produzioni cinematografiche accanto a star come Cesar Romero nel western Lucky Cisco Kid (1940) e Pat O'Brien e Ronald Reagan in Knute Rockne All American (1940), biografia del grande coach di football americano Knute Rockne, in cui il giovane attore impersonò il protagonista all'età di sette anni. In quest'ultimo film ebbe la sua prima piccola parte anche il fratellino di Johnny, Billy Sheffield (1935-2010), che sarà anch'egli attivo in ruoli di rilievo come attore bambino in alcuni film degli anni Quaranta.
Dopo aver abbandonato per raggiunti limiti d'età il ruolo di "Piccolo", che interpretò per l'ultima volta in Tarzan e i cacciatori bianchi (1947), John Sheffield, ormai giovane attore, passò a un altro ruolo analogo, quello di Bomba, ragazzo della giungla, in una serie di pellicole a basso costo prodotte dalla Monogram Pictures. L'ultima sua apparizione sullo schermo, nel ruolo di Bomba, risale al 1955 in Lord of the Jungle. Il tentativo nel 1956 di riproporre un personaggio analogo (Bantu, the Zebra Boy) anche alla televisione non ebbe successo e non andò oltre la realizzazione dell'episodio pilota, prodotto e diretto dal padre Reginald Sheffield.
Johnny Sheffield si ritirò definitivamente dalle scene. Completati gli studi, intraprese la professione nel settore immobiliare, per divenire quindi un rappresentante della Santa Monica Seafood Company.
Sposatosi nel 1959, e padre di tre figli, morì nel 2010 a 79 anni per un attacco cardiaco.

## Riconoscimenti
- Young Hollywood Hall of Fame (1940's)

## Filmografia
- The Man on the Rock, regia di Edward L. Cahn (1938) - cortometraggio (non accreditato)
- Il figlio di Tarzan (Tarzan Finds a Son!), regia di Richard Thorpe (1939) - primo film nel serial cinematografico Tarzan con Johnny Weissmuller
- Ragazzi attori (Babes in Arms), regia di Busby Berkeley (1939)
- Little Orvie, regia di Ray McCarey (1940)
- Lucky Cisco Kid, regia di H. Bruce Humberstone (1940)
- Knute Rockne All American, regia di Lloyd Bacon (1940)
- Million Dollar Baby, regia di Curtis Bernhardt (1941)
- Il tesoro segreto di Tarzan (Tarzan's Secret Treasure), regia di Richard Thorpe (1941) - secondo film nel serial cinematografico Tarzan con Johnny Weissmuller
- Tarzan a New York (Tarzan's New York Adventure), regia di Richard Thorpe (1942) - terzo film nel serial cinematografico Tarzan con Johnny Weissmuller
- Il trionfo di Tarzan (Tarzan Triumphs), regia di Wilhelm Thiele (1943) - quarto film nel serial cinematografico Tarzan con Johnny Weissmuller
- Tarzan contro i mostri (Tarzan's Desert Mystery), regia di Wilhelm Thiele (1943) - quinto film nel serial cinematografico Tarzan con Johnny Weissmuller
- Roughly Speaking, regia di Michael Curtiz (1945) - non accreditato
- Tarzan e le amazzoni (Tarzan and the Amazons), regia di Kurt Neumann (1945) - sesto film nel serial cinematografico Tarzan con Johnny Weissmuller
- Tarzan e la donna leopardo (Tarzan and the Leopard Woman), regia di Kurt Neumann (1946) - settimo film nel serial cinematografico Tarzan con Johnny Weissmuller
- Tarzan e i cacciatori bianchi (Tarzan and the Huntress), regia di Kurt Neumann (1947) - ottavo e ultimo film nel serial cinematografico Tarzan con Johnny Weissmuller
- La donna di quella notte (The Imperfect Lady), regia di Lewis Allen (1947) - non accreditato
- Il figlio della giungla (Bomba, the Jungle Boy), regia di Ford Beebe (1949) - primo film del serial cinematografico Bomba, the Jungle Boy
- Bomba on Panther Island, regia di Ford Beebe (1949) - secondo film del serial cinematografico Bomba, the Jungle Boy
- Primavera di sole (The Sun Comes Up), regia di Richard Thorpe (1949) - non accreditato
- The Lost Volcano, regia di Ford Beebe (1950) - terzo film del serial cinematografico Bomba, the Jungle Boy
- Bomba and the Hidden City, regia di Ford Beebe (1950) - quarto film del serial cinematografico Bomba, the Jungle Boy
- Artiglio insanguinato (The Lion Hunters), regia di Ford Beebe (1951) - quinto film del serial cinematografico Bomba, the Jungle Boy
- Bomba and the Elephant Stampede, regia di Ford Beebe (1951) - sesto film del serial cinematografico Bomba, the Jungle Boy
- African Treasure, regia di Ford Beebe (1952) - settimo film del serial cinematografico Bomba, the Jungle Boy
- Bomba and the Jungle Girl, regia di Ford Beebe (1952) - ottavo film del serial cinematografico Bomba, the Jungle Boy
- Safari Drums, regia di Ford Beebe (1953) - nono film del serial cinematografico Bomba, the Jungle Boy
- The Golden Idol, regia di Ford Beebe (1954) - decimo film del serial cinematografico Bomba, the Jungle Boy
- L'orma del leopardo (Killer Leopard), regia di Ford Beebe (1954) - undicesimo film del serial cinematografico Bomba, the Jungle Boy
- Lord of the Jungle, regia di Ford Beebe (1955) - dodicesimo e ultimo film del serial cinematografico Bomba, the Jungle Boy
- Bantu, the Zebra Boy, regia di Reginald Sheffield (1956) - episodio pilota per una serie televisiva mai realizzata